# The Bible in Living English
The Bible in Living English (Biblia w żywej angielszczyźnie) – angielskojęzyczny przekład Biblii w tłumaczeniu Stevena T. Byingtona związanego z nurtem kongregacjonalnym. Byington przez 45 lat, od 1898 do 1943 roku, tłumaczył Biblię. Już po jego śmierci, w 1957 roku, Towarzystwo Strażnica nabyło prawa do wydawania jego przekładu, który opublikowany został w 1972 roku w nakładzie 100 000 egzemplarzy. Od roku 2013 przekład ten dostępny jest w darmowej aplikacji dla urządzeń cyfrowych JW Library, a od roku 2015 na jw.org.
Przekład charakteryzuje się tym, iż oddaje imię Boże w formie „Jehovah”.